# Aboul al-Izz al-Hariri
Aboul al-Izz al-Hariri (Egyptisch-Arabisch: ابو العز الحريرى, Arabisch: أبو العز الحريري) (Daqahliyah, 2 juni 1946) is een Egyptisch politicus en activist. In 1976 was hij het jongste parlementslid in Egypte. Tijdens de regering van Anwar Sadat werd hij vijf maal vastgezet vanwege zijn activisme voor arbeidsrechten en tegen de Camp Davidakkoorden; hem werd daarnaast zes maal naar het leven gestaan. Na de afzetting van Hosni Moebarak was hij een van de oprichters van de Socialistische Volksalliantie. Voor deze partij kandideerde hij zich zonder succes voor de presidentsverkiezingen van 2012.

## Biografie
Hariri begon na zijn middelbare technische school te werken voor het nationale textielbedrijf in Alexandrië. In de jaren zeventig keerde hij terug naar de studiebanken en slaagde hij voor een graad in geschiedenis en in de rechten. In 1966 werd hij lid van de door de staat gecontroleerde Arabische Socialistische Unie. Na de dood van president Nasser werden er tijdens de regering van Sadat meer partijen in het parlement toegestaan. In 1976 werd Hariri lid van de politieke partij Tagammu en nog hetzelfde jaar won hij een zetel in het parlement van Alexandrië, waarmee hij het jongste parlementslid in Egypte was. Hij weigerde in dit jaar de post voor Minister van Arbeid, omdat hij niet wilde werken voor het regime.
Nadat hij had deelgenomen aan een staking, werd in 1977 zijn parlementaire onschendbaarheid opgeheven. Daarbovenop werd hij door het staatsbedrijf waar hij werkte voor straf overgeplaatst naar een fosfatenmijn aan de verafgelegen Rode Zee. Hij bleef volharden in activisme voor arbeidsrechten en tegen de Camp Davidakkoorden van 1978. Naar eigen zeggen werd er tijdens de regering van Sadat zes maal een aanslagpoging op zijn leven gepleegd en kwam hij vijf maal vast te zitten. Een ervan was toen in 1981 in korte tijd 1500 activisten, politici en intellectuelen werden opgepakt.
Hariri was een van de vroege leden van de politieke oppositiebeweging Kefaya (Genoeg!) die in 2004 werd opgericht. Voor deze beweging was hij de coördinator in Alexandrië. In 2010 was hij een van de oprichters van de Nationale Vergadering voor Verandering van George Isaac, Alaa Al Aswani en Nobelprijswinnaar Mohammed el-Baradei.
Na de Egyptische Revolutie in 2011, en daarmee de val van Moebarak, was Hariri een van de oprichters van de Socialistische Volksalliantie, de eerste linkse partij die na de revolutie werd erkend.
Op 7 maart 2012 werd hij door zijn partij genomineerd voor de presidentsverkiezingen van dat jaar. Hij viel echter kansloos uit in de eerste ronde.